# Heil- und Pflegeanstalt Loben

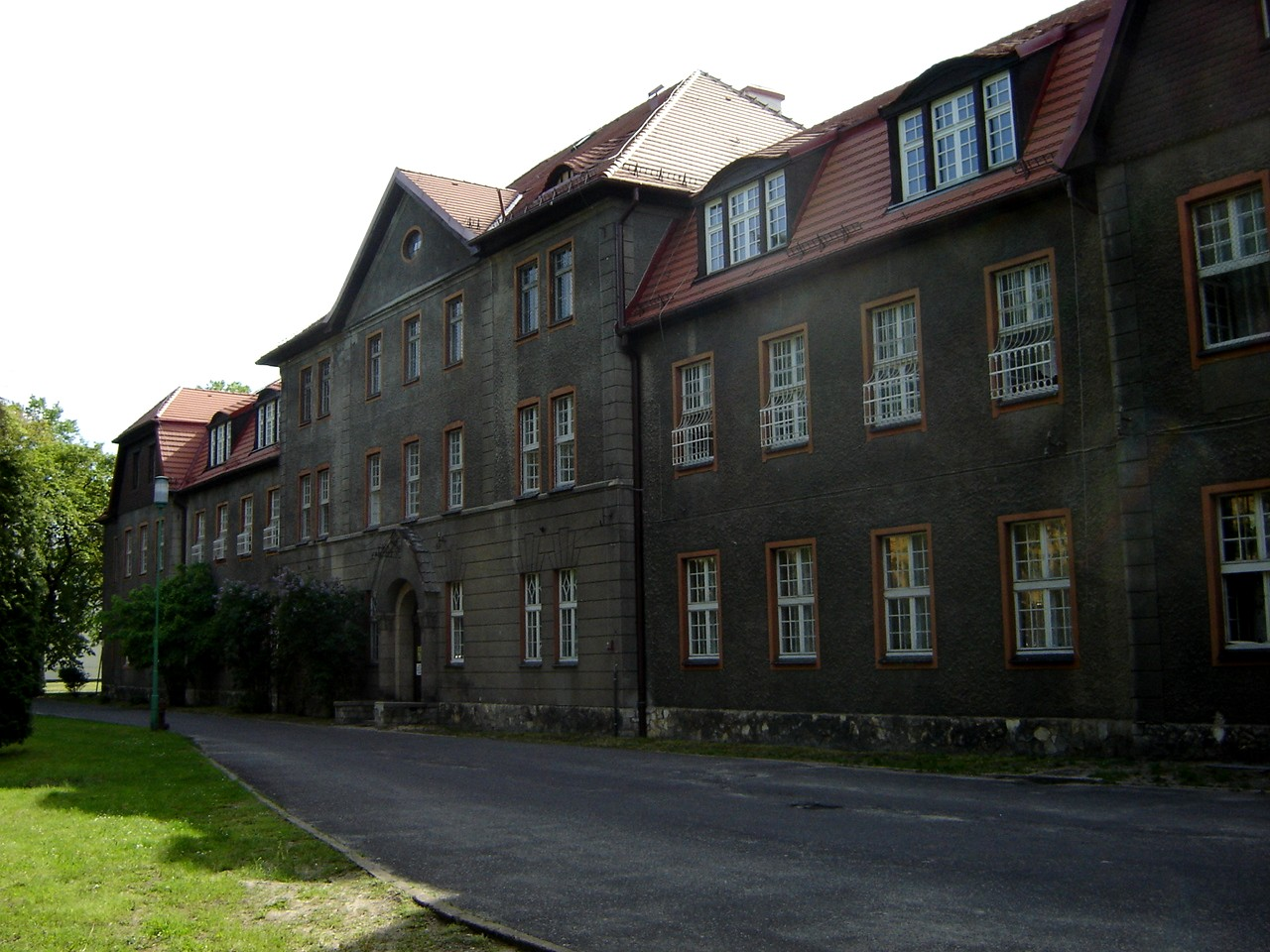
Neuropsychiatrisches Krankenhaus Lubliniec

Die Heil- und Pflegeanstalt Loben war eine psychiatrische Einrichtung in Lublinitz bzw. Loben, Landkreis Lublinitz, ab 1941 Landkreis Loben (seit 1945 Lubliniec, Powiat Lubliniecki, Woiwodschaft Schlesien). Zu ihr zählte später auch die Jugendpsychiatrische Klinik Loben.
Die Einrichtung entstand 1894 als Teil eines Heims namens Idiotenanstalt und war seit 1904 eine selbständige Einheit. In der Zeit des Nationalsozialismus wurden in der Klinik 1500 zum Teil auch minderjährige Patienten behandelt und spätestens  ab 1941 auch Opfer von Menschenversuchen. Im Dezember 1941 wurde hier eine „Kinderfachabteilung“ eingerichtet. Verantwortlich waren als Klinikdirektor Ernst Buchalik und als Leiterin der Kinderpsychiatrie Elisabeth Hecker.
Hecker selektierte die Kinder und Jugendlichen zum Zwecke der Durchführung von Menschenversuchen  und berichtete hierüber: „Ich darf wohl nur andeutungsweise darauf hinweisen, welch gut untersuchtes Material auf der Pflegestation zusammenkommt, wenn nach dem Tode der Kinder das Gehirn durch das neurologische Forschungsinstitut in Breslau untersucht wird. Prof. von Weizsäcker hat sich entgegenkommenderweise bereit erklärt, diese hirnpathologischen Untersuchungen machen zu lassen.“
In den Krankenakten dieser Klinik, in die der Hamburger Arzt Karl Heinz Roth Einsicht nehmen konnte, ist der Mord an 280 Kindern dokumentiert, die gerade das Schulalter erreicht hatten.
Heute befindet sich dort das Wojewódzki Szpital Neuropsychiatryczny w Lublińcu. 1953–2000 befand sich hier eine klinische Abteilung der Medizinischen Universität Katowice.